# 彩虹棉花小魔女
《彩虹棉花小魔女》是SUCCESS在2000年推出的射擊遊戲，是棉花小魔女系列的第四部作品，对应家用遊戲機Dreamcast。遊戲玩法和《全景棉花小魔女》一样属于3D射擊遊戲。

## 外部鏈接
- 彩虹棉花小魔女 （页面存档备份，存于）在GameFAQs
- 彩虹棉花小魔女 （页面存档备份，存于）在MobyGames